# André Akkari
André Akkari (São Paulo, 28 de dezembro de 1974) é um jogador de pôquer profissional paulista ganhador de um Bracelete da WSOP em 2011 no evento #43 (NL Hold'em $1,500.00), juntando-se a Alexandre Gomes, Thiago Decano, Roberly Felício, Yuri Martins e Murilo Figueredo como os únicos brasileiros a conseguir tal feito. Além do bracelete obtido em 2011, André foi vice-campeão do evento #52 (US$ 2.500 Nine Game Mix 6-Handed) da WSOP de 2022.
Ele também é conhecido por passar diversas dicas de pôquer para iniciantes ou pessoas que têm o interesse em continuar neste esporte através da internet.
Além de jogador de pôquer, ele é co-proprietário e investidor da Furia Esports, equipe brasileira de esportes eletrônicos.

## Biografia
Entre 2004 e 2005, Akkari era sócio de uma empresa de tecnologia, quando recebeu o pedido para realizar um trabalho a um site internacional de pôquer. Pesquisou o tema e conheceu as salas de pôquer online, iniciando a jogar gratuitamente com dinheiro virtual, e em freerolls que premiavam com dinheiro real - principalmente nas mesas shasta do Everest Poker, que pagavam 5 centavos ao campeão. A partir daí passou a frequentar as iniciativas de torneios que surgiam em São Paulo e fez parte dos primórdios do CPH - Circuito Paulista de Hold'em. Na mesma época ele criou o site SuperPoker junto dos amigos e jogadores Leandro Pimentel, Victor Marques e Fábio "Deu Zebra" Monteiro, tornando-se uma das únicas fontes para os jogadores brasileiros na internet, ao lado do pioneiro Clube do Poker, site dos cariocas Christian Kruell e Raul Oliveira.
Após a primeira temporada do Circuito Paulista, agora em 2006, Akkari juntou-se como sócio de Leo Bello e Leandro Pimentel também na Nutzz Eventos, empresa que organizava o CPH. Nessa época, com a ideia de Akkari, a empresa criou o BSOP, um torneio realizado a cada mês em uma capital brasileira, com buy-in mais caro. Foi neste ano que Akkari viajou ao exterior acompanhado de seus amigos pelas primeiras vezes, indo disputar eventos menores em Las Vegas e também no Conrad, em Punta del Este. Numa destas viagens, Akkari jogou o evento de aniversário do lendário jogador norte-americano Doyle Brunson e conquistou o troféu de campeão, acompanhado de um prêmio em dinheiro.
Já em 2007, André Akkari vinha acumulando resultados muito consistentes no pôquer online e tornava-se um dos nomes mais importantes dentre os que estavam iniciando no jogo, vindos da maior exposição do pôquer pela mídia - em especial no canal de TV a cabo ESPN. No mesmo ano, Akkari lançou a Revista Flop junto com seu idealizador, o também jogador Juliano Maesano.  Próximo ao início da temporada da WSOP, Akkari recebeu um convite de Christian Toth, CEO do PokerStars no Brasil, e foi contratado pelo maior site de pôquer do mundo, o PokerStars. Tornou-se o primeiro brasileiro a ser reconhecido internacionalmente e abriu as portas para que outros sites virassem seus olhos ao mercado brasileiro.
Pelo seu trabalho como empresário e jogador, e sua importância para o poker brasileiro, foi votado como Personalidade do Ano na entrega do Prêmio Flop 2009.
Em 2009, o jogador decidiu mudar-se com a família e passar um ano na cidade de Las Vegas, onde aproveitou para criar novos projetos, como o site educacional TV Poker Pro, junto dos companheiros de Team PokerStars Alexandre Gomes e Gualter Salles. Retornou a São Paulo em 2010 e continua como comentarista de pôquer nos programas do canal de televisão ESPN. É casado, tem duas filhas, torce para o Corinthians e mudou-se do tradicional bairro do Tatuapé, o qual sempre menciona, para um condomínio nos arredores de São Paulo.
Em 28 de junho de 2011, André chegou ao resultado mais importante da carreira, quando venceu o evento #43 da WSOP, se tornando o segundo brasileiro a ganhar o bracelete da série mundial de poker.
No ano de 2019 e André anunciou uma jogada de solidariedade para o BSOP Millions 2019, onde doou 20% dos seus ganhos no evento para Luna, um bebê de sete meses nascido com Nevo melanocítico congênito, uma doença rara que afeta 1% da população, cujo tratamento é complicado e requer várias cirurgias fora do país.

### Furia Esports
Em 2017, André Akkari planejando investir em esportes eletrônicos se une a Jaime de Padua, Cris Guedes e Nicholas Nogueira para criar a Furia Esports. O projeto começou investindo em CSGO mas depois abrangendo mais jogos eletrônicos como CS2, Apex Legends, Dota 2, Rocket League, Free Fire, League of Legends, PUBg, Rainbow Six, Valorant, Smash.

## Principais resultados no Pôquer

### Torneios ao vivo
| Ano  | Local          | Torneio                                                                                   | Entrada (Buy-in) | Posição | Prêmio U$D | Prêmio Original |
| ---- | -------------- | ----------------------------------------------------------------------------------------- | ---------------- | ------- | ---------- | --------------- |
| 2024 | São Paulo      | BSOP Winter Millions - Event 6 - R$ 25,000 No Limit Hold'em - Businessman's Invitational  | R$25.000         | 5°      | $71,925    | R$400,000       |
| 2023 | Barcelona      | EPT - Event 25 - € 5,000 + 300 No Limit Hold'em - EPT Main Event                          | €5,300           | 5°      | $424,611   | €393,300        |
| 2022 | São Paulo      | BSOP - Event 34 - R$ 25,000 No Limit Hold'em - Turn Entrepreneurs Invitational - PKO      | R$25.000         | 3°      | $58,408    | R$315,000       |
| 2022 | Barcelona      | EPT - Event 51 - € 10,300 No Limit Hold'em - EPT Barcelona High Roller                    | €10,300          | 17°     | $51,051    | €50,740         |
| 2022 | Barcelona      | EPT/ESPT - Event 26 - € 2,200 No Limit Hold'em - ESPT High Roller                         | €2,200           | 9°      | $59,002    | €57,490         |
| 2022 | Las Vegas      | WSOP - Event 52 - $ 2,500 Nine Game Mix 6-Handed                                          | $2.500           | 2°      | $135.848   |                 |
| 2019 | Las Vegas      | WSOP - Event 62 - $ 10,000 Razz Championship                                              | $10.000          | 6°      | $51,911    |                 |
| 2019 | Monte Carlo    | EPT - Event 36 - € 25,000 No Limit Hold'em                                                | €25,000          | 3°      | $206,283   | €184,520        |
| 2018 | Las Vegas      | WPT - Main Event - $ 10,000 + 400 No Limit Hold'em - WPT Five Diamond World Poker Classic | €10,400          | 23º     | $58,967    |                 |
| 2017 | São Paulo      | BSOP - Event 29 - R$ 8,000 No Limit Hold'em - High Roller                                 | R$8.000          | 3°      | $60,398    | R$196,550       |
| 2017 | Barcelona      | PSC - PokerStars Championship (Main Event)                                                | € 5,300          | 5º      | $373,767   | €317,960        |
| 2015 | Las Vegas      | WSOP - Event 47 - $ 2,500 No Limit Hold'em                                                | $2.500           | 8°      | $50,658    |                 |
| 2015 | Bahamas        | EPT - No Limit Hold'em (High Roller 8 Handed)                                             | $25,000          | 16º     | $79,400    |                 |
| 2013 | São Paulo      | LAPT - Main Event - R$ 3,600 + 400 No Limit Hold'em                                       | R$4.000          | 5º      | $63,675    | R$128,900       |
| 2011 | Estados Unidos | WSOP - Event 43 - No Limit Hold'em                                                        | $1.500           | Campeão | $675,117   |                 |
| 2008 | Monte Carlo    | EPT - € 500 + 50 No Limit Hold'em                                                         | €550             | 2°      | $75,004    | €47,400         |

* Lista de torneios com prêmio acima de $50,000

### Torneios online
| Ano      | Local      | Torneio                                                                  | Entrada (Buy-in) | Posição | Prêmio U$D |
| -------- | ---------- | ------------------------------------------------------------------------ | ---------------- | ------- | ---------- |
| Set/2014 | PokerStars | WCOOP: $5,200 NL Hold'em Main Event, $10M Guaranteed, $1.5M+ Gtd to 1st! | $5,200           | 16º     | $44,982    |
| Fev/2014 | PokerStars | $530 Sunday 500, $300K Gtd                                               | $530             | 4º      | $30,595    |
| Fev/2013 | PokerStars | $215 Sunday Million $1M Gtd                                              | $215             | 6º      | $46,830    |
| Mai/2012 | PokerStars | SCOOP-40-H: $10,300 NL Hold'em Main Event $2.5M Gtd, $500K+ to 1st!      | $10,300          | 16º     | $41,360    |
| Fev/2012 | PokerStars | S$215 Sunday Warm-Up II $500K Gtd                                        | $215             | Campeão | $118,473   |
| Mar/2011 | PokerStars | $109+R NL Hold'em $150K Guaranteed                                       | $109             | Campeão | $33,991    |
| Mai/2010 | PokerStars | SCOOP: $109 Main Event-L $1M Guaranteed                                  | $109             | 5º      | $57,564    |
| Abr/2010 | PokerStars | $109+R NL Hold'em $300K Guaranteed                                       | $109             | 2º      | $63,553    |
| Mar/2010 | PokerStars | $215+R NL Hold'em $150,000 guaranteed                                    | $109             | 2º      | $32,070    |
| Nov/2008 | PokerStars | Sunday 500 $500,000 guaranteed                                           | $530             | Campeão | $91,250    |
| Set/2008 | PokerStars | WCOOP-32: $10,300 HORSE, $500K guaranteed                                | $10,300          | 2º      | $200,000   |
| Ago/2008 | PokerStars | $109+R NL Hold'em $300, 000 guaranteed                                   | $109             | 3º      | $36,550    |

* Lista de torneios com prêmio acima de $30,000